# Henning Scherf
Pour les articles homonymes, voir Scherf (homonymie).
Henning Scherf, né le 31 octobre 1938 à Brême, est un homme politique allemand membre du Parti social-démocrate d'Allemagne (SPD).
En 1978, il est nommé sénateur pour les Finances du Land de Brême, mais devient sénateur pour la Jeunesse et les Affaires sociales dès l'année suivante. Promu vice-président du Sénat en 1985, il exerce par intérim les fonctions de sénateur pour la Santé entre 1987 et 1988, puis est nommé sénateur pour l'Éducation et la Science en 1990. Il renonce à la vice-présidence du Sénat en 1991, obtenant le poste de sénateur pour la Justice, et accède à sa présidence quatre ans plus tard. Au pouvoir durant dix ans, il gouverne tout au long de son mandat avec le soutien d'une grande coalition alors qu'une coalition rouge-verte était systématiquement possible. Il se retire volontairement en 2005.

## Biographie

### Famille
Issu du second mariage de son père, un pharmacien de Brême, il a cinq frères et sœurs, dont trois sont nés lors du premier mariage. Pendant la Seconde Guerre mondiale, la ville de Brême est bombardée à deux reprises et la famille fuit à Osterholz-Scharmbeck, avant de revenir à Brême en 1948.
Marié avec Luise Scherf depuis 1960, il a trois enfants et six petits-enfants.

### Formation et vie professionnelle
Après avoir passé son Abitur en 1958, il entreprend des études supérieures de droit et de sociologie, tout d'abord à l'université de Fribourg-en-Brisgau puis à l'université libre de Berlin. Il obtient son doctorat en 1968, et exerce durant trois ans le métier d'avocat dans sa ville natale.

## Parcours politique

### Au sein du SPD
Il adhère au Parti social-démocrate d'Allemagne (SPD) en 1963, et en devient président dans le Land de Brême neuf ans plus tard. Il renonce à cette charge en 1978, et intègre le comité directeur fédéral du SPD en 1984, où il siège pendant quinze ans.

### Au sein des institutions
Élu député au Bürgerschaft de Brême aux élections de 1971, Henning Scherf est nommé sénateur pour les Finances du Land le 25 septembre 1978 dans le gouvernement de majorité absolue d'Hans Koschnick. Il change de poste dès le 7 novembre 1979, pour devenir sénateur pour les Affaires sociales, la Jeunesse et les Sports.
En 1980, il est accusé d'avoir participé aux manifestations organisées aux abords du Weserstadion, où se déroule alors une cérémonie de prestation de serment des conscrits de la Bundeswehr. Pour sa défense, il affirme être descendu dans la rue afin de servir de médiateur avec les forces de l'ordre.
Il perd ses compétences sur les sports en 1983, et est désigné vice-président du Sénat quand Klaus Wedemeier succède à Koschnick à la tête du cabinet, le 18 septembre 1985. Le 31 janvier 1987, il est choisi pour occuper l'intérim du poste de sénateur pour la Santé. Cet intérim prend fin le 26 janvier 1988, et lui-même abandonne le département des Affaires sociales le 6 février 1990 afin de prendre la direction de celui chargé de l'Éducation, de la Science et de la Culture.
Il doit renoncer à ses fonctions de vice-président du Sénat à la suite de la formation d'une coalition en feu tricolore le 11 décembre 1991, mais il obtient le portefeuille de la Justice et de la Constitution, tout en restant sénateur pour l'Éducation. Il perd toutefois ses compétences en matière culturelle.

### Président du Sénat de Brême
Aux élections régionales du 14 mai 1995, le SPD recule de 5 points et ne devance l'Union chrétienne-démocrate d'Allemagne (CDU) que de 0,8 points, contre dix fois plus en 1991, ce qui pousse Klaus Wedemeier à renoncer à se succéder et une primaire interne est alors organisée. Elle est remportée par Henning Scherf, qui défait l'ancien chef de la chancellerie régionale, Hans-Helmut Euler. Le plus surprenant était l'argument principal de campagne de Scherf : il se déclarait opposé à une coalition avec l'Alliance 90 / Les Verts, mathématiquement possible, et privilégiait une grande coalition avec la CDU, à l'inverse de son adversaire.
Il est investi président du Sénat de Brême le 3 juillet suivant à la tête d'une alliance rassemblant le SPD et la CDU, ce qui fait de lui le bourgmestre de Brême. Il se trouve être dans le même temps sénateur pour la Justice et la Constitution, ainsi que pour les Affaires ecclésiastiques. Il prend également la tête de la commission de conciliation entre le Bundestag et le Bundesrat.
Il place sa manière de gouverner sous le signe du consensus, assurant vouloir mener une politique proche des citoyens. Sa popularité personnelle élevée, supérieure à celle du SPD ou de son cabinet, lui permet d'offrir à son parti une nette victoire aux élections de 1999, qu'il remporte avec 42,6 % des voix, contre 37,1 % à la CDU et 8,2 % aux écologistes. Il choisit toutefois de poursuivre sa collaboration avec les chrétiens-démocrates. Cette situation se répète au scrutin de 2003, à ceci près que son partenaire de coalition recule à 29,8 % des voix et que les Verts progressent à 12 % des suffrages. Le bon résultat du SPD lors de ce scrutin est également imputé à la prise de distance de Scherf avec Gerhard Schröder, alors chancelier fédéral et président fédéral du parti : le président du Sénat avait volontairement fait le choix de ne pas faire campagne à ses côtés.
Son mandat est également marqué par la construction du Space Park Bremen sur le site des anciens chantiers navals de Brême. Conçu comme une zone de divertissement alliant un centre commercial et des attractions, il se révélera être un gouffre financier, alors même que le Land est déjà lourdement endetté, et devra fermer ses portes dès 2006, faute de pouvoir attirer le million de visiteurs prévu du fait d'un manque d'infrastructures, de l'absence de nombreux commerçants et de billets d'entrée au prix trop élevé.
Le 28 septembre 2005, il annonce son intention de démissionner pour des raisons personnelles. Une primaire interne au SPD désigne Jens Böhrnsen comme successeur avec 72 % des voix, et celui-ci est investi président du Sénat le 7 novembre en maintenant la grande coalition jusqu'à la fin de la législature, en 2007.